# Roy Nissany
Roy Nissany (Hebreeuws: רוי ניסני) (Tel Aviv, 30 november 1994) is een Frans-Israëlisch autocoureur. Hij is de zoon van voormalig Minardi Formule 1-testrijder Chanoch Nissany. Vanaf het seizoen 2018 rijdt Nissany in de Formule 2. Tussen 2020 en 2022 was Nissany testcoureur voor het Formule 1 team van Williams en was hij lid van de Williams Driver Academy, het opleidingsprogramma van dit team.

## Carrière
Nissany begon zijn carrière in het karting in 2004, waar hij tot 2009 actief was.
In 2010 stapte Nissany over naar het formuleracing, waarbij hij in de Formule Lista Junior reed voor het team Daltec Racing. Hij eindigde als achtste in het kampioenschap met 43 punten en één pole position op het Autodromo Nazionale Monza.
In 2011 stapt Nissany over naar de ADAC Formel Masters voor het team Mücke Motorsport. Hij behaalde twee podiumplaatsen op Oschersleben en de Nürburgring, waardoor hij als elfde in het kampioenschap eindigde met 81 punten.
In 2012 blijft Nissany in de ADAC Formel Masters bij Mücke rijden. Op de Red Bull Ring behaalt hij zijn eerste overwinning in het kampioenschap. Mede hierdoor eindigt hij als negende in het kampioenschap met 98 punten.
In 2013 stapte Nissany over naar het Europees Formule 3-kampioenschap voor Mücke Motorsport. Met twee achtste plaatsen op Brands Hatch en de Norisring als beste resultaat eindigde hij als 22e in het kampioenschap met 11 punten.
In 2014 bleef Nissany in de Europese Formule 3 voor Mücke rijden. Met een zesde plaats op de Nürburgring als beste resultaat wist hij zich te verbeteren naar de zeventiende plaats in het kampioenschap met 26 punten. Dat jaar maakte hij op 16 oktober ook zijn debuut in de Formule 1-auto van het team Sauber uit het seizoen 2012 op het Circuit Ricardo Tormo Valencia.
In 2015 stapte Nissany over naar de Formule Renault 3.5 Series, waar hij ging rijden voor het team Tech 1 Racing. Tijdens het raceweekend op de Red Bull Ring behaalde hij met een derde plaats zijn eerste podiumfinish. Uiteindelijk werd hij dertiende in de eindstand met 27 punten.
In 2016 bleef Nissany rijden in de Formule Renault 3.5, wat inmiddels de naam had veranderd naar de Formule V8 3.5. Hij kwam hier uit voor het team Lotus. Op Silverstone behaalde hij zijn eerste twee overwinningen in het kampioenschap en voegde hier op het Autodromo Nazionale Monza nog een overwinning aan toe. Uiteindelijk werd hij achter Tom Dillmann, Louis Delétraz en Egor Orudzhev vierde in de eindstand met 189 punten.
In 2017 kwam Nissany opnieuw uit in het kampioenschap, dat opnieuw de naam veranderde naar World Series Formule V8 3.5, en stapte over naar het team RP Motorsport. Hij won één race op het Circuito Permanente de Jerez en werd met 201 punten vijfde in het laatste seizoen dat dit kampioenschap werd verreden.
In 2018 stapt Nissany over naar de Formule 2, waarin hij uitkomt voor het team Campos Racing. Hij scoorde slechts één punt met een tiende plaats op Spa-Francorchamps, waardoor hij op de 22e plaats in het kampioenschap eindigde. Tijdens de laatste twee raceweekenden werd hij vervangen door Roberto Merhi. Aan het begin van 2019 liep Nissany een blessure op tijdens een training en kwam het hele jaar niet in actie tijdens raceweekends. Aan het eind van dat jaar kwam hij wel, voor het eerst sinds 2014, in actie tijdens een Formule 1-test voor het team van Williams op het Yas Marina Circuit.
In 2020 keerde Nissany terug in de Formule 2, maar nu voor het team Trident. Hij wist enkel op de Red Bull Ring en Spa-Francorchamps tot scoren te komen en eindigde met 5 punten op de negentiende plaats in het klassement. Daarnaast werd hij aangesteld als de officiële testcoureur van het Formule 1-team van Williams en kwam hij gedurende het seizoen in actie tijdens drie vrijdagtrainingen.
In 2021 bleef Nissany bij Williams als testrijder. Tijdens de raceweekends van Spanje en Frankrijk mocht hij de eerste vrije training rijden bij het team in plaats van George Russell. Ook blijf hij actief in de Formule 2 in 2021, maar nu bij het team DAMS. Hij behaalde zijn eerste podiumfinish in de eerste race op het Circuit de Monaco, maar kwam in slechts twee andere races tot scoren. Met 16 punten werd hij zestiende in de eindstand.
In 2022 bleef Nissany actief in de Formule 2 bij het team DAMS. Hij behaalde zijn beste resultaat met een vierde plaats op het Autodromo Enzo e Dino Ferrari. Hij moest het weekend op Monza missen omdat hij te veel strafpunten op zijn licentie had verzameld. Met 20 punten werd hij negentiende in het klassement.
In 2023 stapte Nissany binenn de Formule 2 over naar het team PHM Racing by Charouz. Twee negende plaatsen op het Albert Park Street Circuit en Silverstone waren zijn beste resultaten, waardoor hij puntloos op plaats 21 in het klassement eindigde.